# Arthroschista
Arthroschista és un gènere d'arnes de la família Crambidae.

## Taxonomia
- Arthroschista hilaris Walker, 1859
- Arthroschista tricoloralis (Pagenstecher, 1888)